# Ерик Мабиус
Ерик Мабиус (на английски: Eric Harry Timothy Mabius, правилен правопис на фамилията – Мейбиъс) е американски актьор.

## Биография
Роден е на 22 април 1971 г. в Харисбърг, Пенсилвания. Израства в семейство на католици. Във вените му тече ирландска, австрийска, полска и американска кръв. Баща му е Грейг Мабиус, а майка му Елизабет Мабиус. Има брат на име Грейг.
Кариерата му на актьор започва през 1995 г. в Холивуд. През 2006 г. участва в сериала „Грозната Бети“. Същата година се жени за дългогодишната си приятелка Айви Шърман (интериорен дизайнер). Лятото на 2006 г. се ражда синът му Махфлайд.
Списание „Пийпъл“ го включва в 15-те най-секси мъже в света.

## Избрана филмография
- Заразно зло: Финалът (2016)
- Заразно зло: Възмездие (2012)
- Проверка на цената (2012)
- Треньор по свалки (2012)
- Грозната Бети (2006)
- Заразно зло: Апокалипсис (2004)
- Заразно зло (2002)
- Гарванът на спасението (2000)
- Секс игри (1999)